# فالنتينا تريشكوفا
فالنتينا فلاديميروفنا تريشكوفا ((الروسية: Валентина Владимировна Терешкова، ‎ru‏)؛ مواليد 6 آذار/مارس 1937) مهندسة روسيّة، عضو في مجلس الدوما، ورائدة فضاء سابقة. وهي أول وأصغر امرأة تصعد إلى الفضاء، حيث أنجزت مهمّة منفردة في فوستوك 6 في 16 حزيران (يونيو) 1963. دارت حول الأرض 48 مرّة، وقضت ما يقارب من ثلاثة أيام في الفضاء، ولا تزال إلى الآن المرأة الوحيدة التي كانت في مهمة فضاء منفردة.
تعرضت تيريشكوفا لنقد شديد بعدما أيدت مقترحًا في مجلس الدوما بتاريخ 10 مارس 2020، يقضي بتصفير عداد الفترات الرئاسية لبوتين، مما يخوله للبقاء رئيسًا حتى عام 2036. وافق المجلس بأكثرية 383 صوت من أصل 450 عضوًا.
قبل اختيارها لبرنامج الفضاء السوفيتي، كانت تريشكوفا عاملةً في مصنع نسيج، ومن هواة الهبوط بالمظلات. انضمت إلى القوات الجوية السوفيتية كجزء من فيلق رواد الفضاء، وكُلّفت كضابط بعد إكمالها التدريب. بعد تفكك المجموعة الأولى من مجموعة رائدات الفضاء عام 1969، بقيت تريشكوفا في برنامج الفضاء كمدرّبة لرواد الفضاء. تخرجت لاحقاً من الأكاديمية العسكرية لمهندسي القوات الجوية وأُعيد تأهيلها لرحلات الفضاء، لكنها لم تذهب مرةً أخرى. تقاعدت من سلاح الجو عام 1997 وحصلت على رتبة لواء.
كانت تريشكوفا عضواً بارزاً في الحزب الشيوعي السوفيتي، وتولّت مناصب سياسية مختلفة بما فيها عضوية رئاسة مجلس السوفيت الأعلى من عام 1974 إلى 1989. ظلّت تريشكوفا ناشطة سياسياً بعد تفكك الاتحاد السوفيتي، لكنها خسرت انتخابات مجلس الدوما الوطني مرتين عام 1995 و 2003. انتُخِبت لاحقاً في برلمان ياروسلافل أوبلاست الإقليمي عام 2008. انتُخِبت لعضوية مجلس الدوما الوطني عام 2011 ممثّلةً عن حزب روسيا الموحدة وأعيد انتخابها عام 2016.

## نشأتها
ولدت فالنتينا تريشكوفا في 6 آذار/مارس في عام 1937 في بولشوي ماسلينيكوفو، وهي قرية تقع على نهر الفولغا على بعد 270 كم (170 ميل) شمال شرق موسكو وجزء من ياروسلافل أوبلاست في وسط روسيا. هاجر والداها من بيلاروسيا. كان والدها الذي يُدعى فلاديمير تريشكوفا سائق جرارات ورقيبًا يقود دبابة في الجيش السوفيتي. توفي في حرب الشتاء خلال الحرب العالمية الثانية عندما كانت تريشكوفا بعمر السنتين. أنجبت والدتها إيلينا فيودوروفنا تريشكوفا ثلاثة أطفال. انتقلت والدتها إلى ياروسلافل -بعد وفاة والدها- بحثًا عن فرصة عمل أفضل، وعملت في مصنع القطن كراسني بيريكوب.
التحقت تريشكوفا في المدرسة لأول مرة في سن العاشرة وأنهت تعليمها المدرسي في سن السابعة عشر. عملت في معمل ثم في مصنع للنسيج لكنها واصلت تعليمها عن طريق دورات بالمراسلة لتتخرج من كلية الصناعة الخفيفة في عام 1960. بدأ اهتمام تريشكوفا بالمظلات في سن مبكرة، وتدربت في أحد الأندية المحلية، وسُجلت أول قفزة لها في 21 أيار/ مايو في عام 1959 عندما كان عمرها 22 سنة. تدربت كطيارة مظلية تنافسية بينما كانت لا تزال تعمل كعاملة في مصنع النسيج. انضمت تريشكوفا أيضًا إلى رابطة كومسومول المحلية (رابطة الشباب الشيوعي) في ياروسلافل، وشغلت منصب سكرتير المنظمة بين عامي 1960 و1961. وأصبحت عضوًا في الحزب الشيوعي في عام 1962.

## برنامج الفضاء السوفيتي

### الاختيار والتدريب
لم يكن لتريشكوفا أي رغبة سابقة في الذهاب إلى الفضاء، وكانت تجربتها في القفز بالمظلات هي التي تحدد اختيارها كرائدة فضاء. قرأ مدير تدريب رواد الفضاء نيكولاي كامانين في وسائل الإعلام الأمريكية بعد رحلة يوري غاغارين في عام 1961 أن الطيارات الإناث كن يتدربن ليكن رائدات فضاء؛ وكتب في مذكراته قائلاً: «لا يمكننا أن نسمح بأن تكون أول امرأة في الفضاء أمريكية. سيكون هذا إهانة للمشاعر الوطنية للمرأة السوفيتية».
مُنحت الموافقة لخمس رائدات فضاء في المجموعة التالية، وبدأت التدريب في عام 1963. بدأت رائدات الفضاء تدريباتهن قبل الذكور لزيادة احتمالات إرسال امرأة سوفيتية إلى الفضاء أولاً. تتطلب القواعد أن تكون رائدة الفضاء المحتملة مظلية يقل عمرها عن 30 عامًا ولا يزيد طولها عن 170 سم (5 قدم 7 بوصات)، ولا يزيد وزنها عن 70 كغ (154باوند). كانت الجمعية التطوعية لعموم الاتحاد لمساعدة الجيش والقوات الجوية والبحرية قد اختارت 400 مرشحة للنظر فيهن بحلول يناير 1962. قُبلت 58 من هؤلاء المرشحات وخفض كامانين العدد إلى 23. اختيرت تريشكوفا مع أربع مرشحات أخريات للانضمام إلى فيلق رائدات فضاء في 16 شباط/ فبراير في عام 1962.
بدأن التدريب برتبة خاصة في القوات الجوية السوفيتية بسبب عدم وجود خبرة عسكرية لديهن. تضمن التدريب اختبارات العزل واختبارات الطرد المركزي واختبارات الغرفة الحرارية واختبار غرفة الضغط والتدريب الطيار في مقاتلات ميغ 15 النفاثة. خضعت تريشكوفا للتدريب على النجاة في مياه البحر حيث استُخدمت العديد من الزوارق البخارية لتحريك المياه لمحاكاة الظروف القاسية. كما بدأت الدراسة في أكاديمية جوكوفسكي للقوات الجوية الهندسية وتخرجت بعد بضع سنوات من رحلتها. أمضت المجموعة عدة أشهر في التدريب الأساسي، وعرض كامانين عليهن خيار تنصيبهن كضباط منتظمين في سلاح الجو بعد الانتهاء من تدريبهن واجتيازهن للامتحان.
قبلت الرائدات بنصيحة رواد الفضاء، واخترن قبول عرض كامانين لأنه سيجعل من الصعب على البرنامج التخلص منهن بعد الرحلة الأولى. أصبحت جميع النساء الخمس ملازمات يافعات في القوات الجوية في أيلول/ ديسمبر في عام 1962. لم تؤهل الرائدة تاتيانا كوزنتسوفا لأول رحلة بسبب المرض، وكانت زانا يوركينا ضعيفة الأداء في التدريب، وبقيت تريشكوفا وإرينا سولوفيوفا وفالنتينا بونوماريوفا كمرشحات رئيسيات.
بدايةً، تطورت صورة عن مهمة مشتركة لامرأتين تُطلقان في الفضاء في رحلات فوستوك الفردية في أيام متتالية في آذار/ مارس أو نيسان/ أبريل في عام 1963، وكان من المفترض إطلاق تريشكوفا لأول مرة في رحلة فوستوك 5 بينما تتبعها بونوماريوفا في المدار في رحلة فوستوك 6. تغيرت خطة الطيران هذه في آذار/ مارس في عام 1963. فأصبحت فوستوك 5 تحمل رائد فضاء يُدعى فاليري بيكوفسكي، وسيحلق إلى جانب امرأة على متن فوستوك 6، وكلاهما كانا سيُطلقان في حزيران/ يونيو 1963.
رشحت لجنة الفضاء الحكومية تريشكوفا لقيادة الطائرة فوستوك 6 في اجتماعها في 21 أيار/ مايو. سماها كامانين «غاغارين في تنورة» تيمنًا بالطيار يوري غاغارين. كانت رئيس الاتحاد السوفيتي نيكيتا خروتشوف سعيدًا بالإمكانيات الدعائية لاختيار تريشكوفا، ويعود ذلك إلى أنها كانت ابنة عامل مزرعة توفي في حرب الشتاء. كانت سولوفيوفا أول رائدة احتياطية لها. حصلت تريشكوفا على الترقية إلى مرتبة ملازم قبل رحلتها وعلى مرتبة قبطان في منتصف الرحلة. 

## الحياة الشخصية
تزوجت تريشكوفا من رائد الفضاء أندريان نيكولايف في 3 تشرين الثاني/ نوفمبر في عام 1963 في قصر الزفاف في موسكو وترأس خروتشوف حفل الزفاف مع كبار قادة الحكومة وبرامج الفضاء. دعمت سلطات الفضاء السوفيتية هذا الزواج باعتباره «رسالة وافرة اللطف للبلاد». ووصفه رئيس برنامج الفضاء الجنرال كامانين بأنه «قد يكون مفيدًا للسياسة والعلوم».
أنجبت ابنتهما إيلينا أندريانوفا نيكوليف-تريشكوفا في 8 حزيران/ يونيو في عام 1964، أي بعد ما يقارب عامًا واحدًا من رحلتها الفضائية، وهي أول ابنة سافر كلا والديها في الفضاء.
انفصل الزوجان في وقت لاحق من زواجهما، ورفضا حتى الوقوف إلى جانب بعضهما في الصور. وأخبرت تريشكوفا كاتبة السير الذاتية ليدي لوثيان أن الزواج انتهى في عام 1977، وأنها تطلقت من نيكولاييف في عام 1982، وتزوجت من يولي شابوشنيكُف، وهو جراح التقت به أثناء فحصها الطبي لإعادة تأهيلها كرائدة فضاء. وبقيت متزوجة منه حتى وفاته في عام 1999.

## على الصعيد المهني
قامت بالدراسة في أكاديمية زهوكوفسكي للقوات الجوية وتخرجت سنة 1969 كمهندسة فضاء وفي عام 1977 نالت شهادة الدكتوراة في الهندسة. شغلت الكثير من المناصب في الحكومة السوفيتية:
- 1966 - 1974 شغلت منصب عضو في المجلس الأعلى للاتحاد السوفيتي.
- 1974 - 1989 عينت في الديوان الرئاسي للاتحاد السوفيتي.
- 1996 - 1991 عملت في اللجنة المركزية للحزب الشيوعي.
- تقاعدت في عام 1997 بطلب من الرئيس الروسي.

## أوسمة

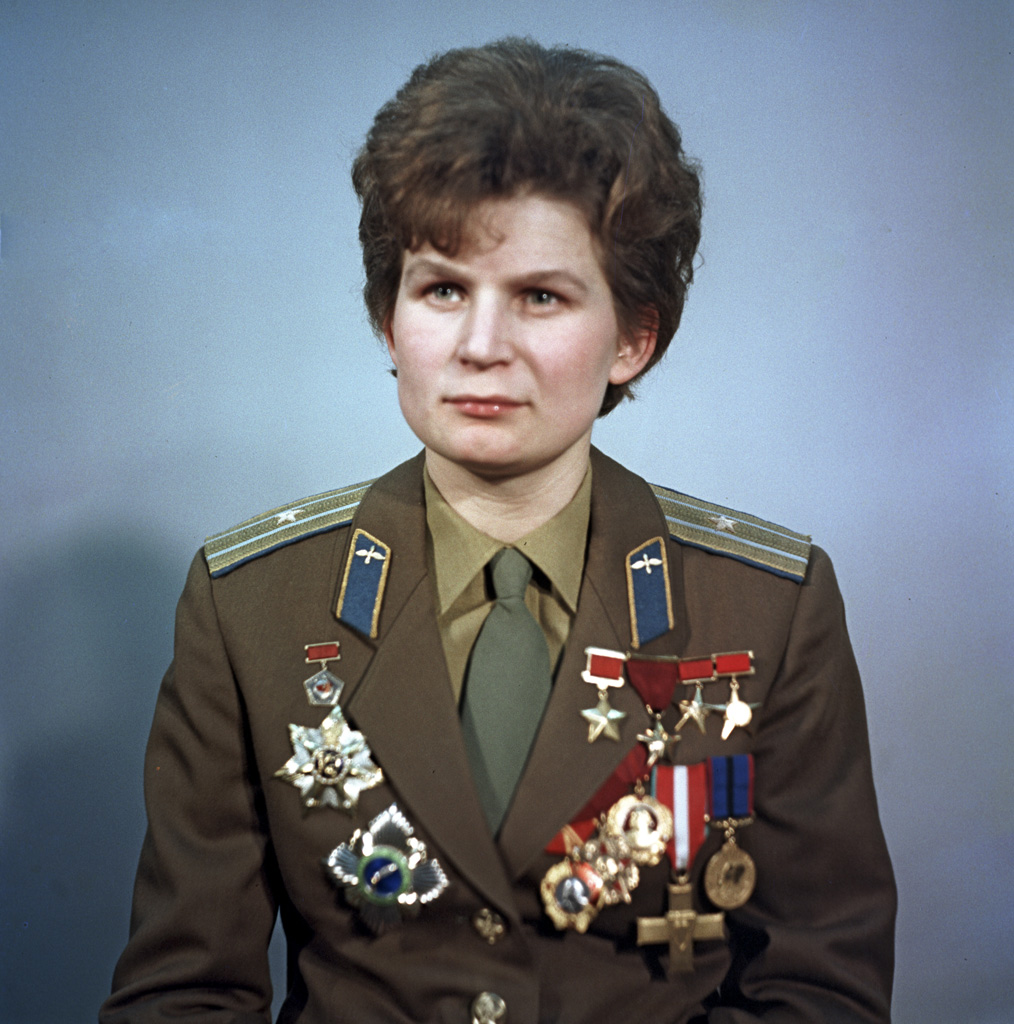
فالنتينا تريشكوفا في 1969

تقلدت تريشكوفا العديد من الجوائز والأوسمة منها وسام بطل الاتحاد السوفيتي كما نالت أوسمة من تشيكوسلوفاكيا، فيتنام، منغوليا وغيرها، وحصلت على 12 وسامًا.

## وصلات خارجية
- فالنتينا تريشكوفا على موقع أوليمبيديا (الإنجليزية)
- فالنتينا تريشكوفا على موقع IMDb (الإنجليزية)
- فالنتينا تريشكوفا على موقع الموسوعة البريطانية (الإنجليزية)
- فالنتينا تريشكوفا على موقع مونزينجر (الألمانية)
- فالنتينا تريشكوفا على موقع ميوزك برينز (الإنجليزية)
- فالنتينا تريشكوفا على موقع كينوبويسك (الروسية)
- BBC: Tereshkova received the Greatest Woman of the Century Award
- RSC Energia Biography of Tereschkova including a comprehensive list of awards and honors.
- Biography of Tereshkova
- Valentina Vladimirovna Tereshkova: The First Woman in Space